# Paralimnophila (Paralimnophila) leucophaeata
Paralimnophila (Paralimnophila) leucophaeata is een tweevleugelige uit de familie steltmuggen (Limoniidae). De soort komt voor in het Australaziatisch gebied.